# Marsha May
Bianca Byndloss (Miami, Florida; 23 de enero de 1995), más conocida como Marsha May, es una actriz pornográfica estadounidense. Ha rodado más de 200 películas y ha sido nominada tanto en los Premios AVN, como en los Premios XBIZ.

## Vida personal
Nació en Miami, Florida. Cuando iba a la escuela secundaria, hizo un video instructivo sobre cómo realizar una felación y el video se volvió viral en su comunidad. Perdió su virginidad cuando iba a la escuela secundaria y cursaba octavo grado. Ella ha tenido noviazgos con hombres y mujeres.

## Problemas legales
En 2014 fue imputada por delitos sexuales, esto porque realizó una orgía con tres niñas menores de edad. En la orgía participaron dos hombres que en aquel momento tenían 18 años de edad. Las niñas tenían 14, 13 y 12 años de edad. Marsha tenía 19 años. Las niñas ingirieron Vodka y Xanax antes de hacer la orgía. En 2016, Marsha se declaró culpable de un delito de abuso infantil en relación con estos hechos y fue condenada a 10 años de libertad condicional.

## Premios y nominaciones
| Año  | Ceremonia         | Resultado | Premio                    | Trabajo           |
| ---- | ----------------- | --------- | ------------------------- | ----------------- |
| 2016 | Spank Bank Awards | Nominada  | Best Body Built For Sin   | —                 |
| 2016 | Spank Bank Awards | Nominada  | Tweeting Twat of the Year | —                 |
| 2016 | Premios XBIZ      | Nominada  | Mejor actriz revelación   | —                 |
| 2017 | Premios AVN       | Nominada  | Mejor escena de sexo oral | Feeding Frenzy 12 |
| 2017 | Spank Bank Awards | Nominada  | Most Energetic Fuck Bunny | —                 |
| 2017 | Spank Bank Awards | Nominada  | Tweeting Twat of the Year | —                 |